# Ésquilo de Tuna

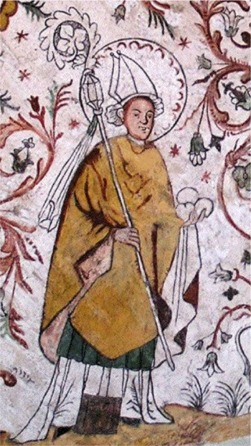
Ésquilo, representado como bispo com seus atributos, três pedras. Pintura na Igreja de Överselö, Suécia

Ésquilo de Tuna (em sueco: Sankt Eskil; em latim: Eschillus; nascido no início do século XI - falecido em ca. 1080) foi um monge anglo-saxão, missionário e mártir na Suécia do século XI, venerado sobretudo durante a Idade Média na província de Södermanland.
Foi o fundador da primeira diocese das terras em redor do lago Mälaren e que hoje constituem a diocese de Strängnäs. É o santo padroeiro de Södermanland e da Diocese de Strängnäs. Santo Ésquilo foi feito bispo missionário de "tudo ao norte do lago Vänern" por São Sigfrido de Växjö, no sul da Suécia, e fez da aldeia medieval de Tuna, sua diocese missionária.
Morreu como mártir através de apedrejamento, ordenado pelo rei Sueno, por volta de 1080. Uma fonte milagrosa, nas cercanias de Strängnäs - a Fonte de Santo Ésquilo (Sankt Eskils källa) - é atribuída à passagem do corpo de Santo Ésquilo por esse local.

A veneração de Ésquilo se espalhou na Suécia e para a Dinamarca (Odense) e Noruega (Trontêmio). A festa de Ésquilo (e supostamente o dia da morte) foi em 11 de junho, mas foi mais tarde movida, exceto na diocese de Strängnäs, para 12 de junho, a fim de não colidir com a Festa de Barnabé. Relíquias de Ésquilo existiam na igreja de Esquiltuna, que era tradicionalmente vista como seu local de sepultamento, assim como em outras igrejas dentro da Diocese de Strängnäs, em outras partes da Suécia, e em Roskilde e Copenhague na Dinamarca.

## Lenda e fontes históricas
- A fonte histórica mais próxima é a lenda do rei Canuto IV, escrita por volta de 1122 por Elnodo da Cantuária, um padre da igreja de Odense, na Dinamarca, segundo a qual, Esquilino (Eskillinus) teria sido morto pelo bárbaros suécios e godos (Suethi et Gothi). A versão mais antiga que se conhece da lenda de Santo Ésquilo está associada ao convento de Strängnäs, fundado em 1268, segundo a qual, Ésquilo veio da Inglaterra, e pregou o cristianismo com sucesso durante o reinado de Inge, o Velho. Mas o sucessor deste - Sueno - regressou aos deuses nórdicos. Ésquilo tentou impedir os sacrifícios pagãos, e foi então morto com pedradas e machadadas.[1]
- Adão de Brema não se refere a Ésquilo.[1]
- A reação pagã a Inge, o Velho parece ter sido uma realidade, havendo assim um contexto histórico para a narrativa lendária do martírio de Santo Ésquilo.[1]